# Astragalus albanicus
Astragalus albanicus är en ärtväxtart som beskrevs av Aleksandr Alfonsovitj Grossgejm. Astragalus albanicus ingår i släktet vedlar, och familjen ärtväxter. Inga underarter finns listade i Catalogue of Life.